# Liste der Monuments historiques in Weiterswiller
Die Liste der Monuments historiques in Weiterswiller führt die Monuments historiques in der französischen Gemeinde Weiterswiller auf.

## Liste der Bauwerke
| Bezeichnung                      | Beschreibung                                                    | Standort              | Kennzeichnung | Schutzstatus | Datum | Bild           |
| -------------------------------- | --------------------------------------------------------------- | --------------------- | ------------- | ------------ | ----- | -------------- |
| Protestantische Kirche St-Michel | um 110 erbaut, Chorturm und Kirchenraum mit gotischer Ausmalung | Rue Principale (Lage) | PA00085222    | Classé       | 1921  | weitere Bilder |

## Liste der Objekte
| Bezeichnung   | Beschreibung | Standort                                    | Kennzeichnung | Schutzstatus | Datum | Bild           |
| ------------- | --- | ------------------------------------------- | ------------- | ------------ | ----- | -------------- |
| Wandmalereien | vermutlich aus dem 14. Jahrhundert                                                                                                 | in der protestantischen Kirche (Lage)       | PM67000439    | Classé       | 1921  | weitere Bilder |
| Orgel         | 1712 von Johann Georg Rohrer für die Franziskanerkirche in Haguenau gebaut, 1798 nach Weyersheim versetzt, 1878 nach Weiterswiller | in der katholischen Kirche St-Michel (Lage) | PM67001104    | Classé       | 1977  |                |
| Orgelprospekt | 1712 von Johann Georg Rohrer für die Franziskanerkirche in Haguenau gebaut, 1798 nach Weyersheim versetzt, 1878 nach Weiterswiller | in der katholischen Kirche St-Michel (Lage) | PM67000438    | Classé       | 1977  |                |